# (Untitled)
Pour les articles homonymes, voir Untitled.
Albums de The Byrds
Ballad of Easy Rider
(1969) Byrdmaniax
(1971)
Singles
1. Chestnut Mare
Sortie : 23 octobre 1970

(Untitled) est le neuvième album du groupe américain de rock The Byrds. Il est sorti en 1970 sur le label Columbia Records.
Il s'agit d'un album double dont le premier disque provient de deux concerts donnés à New York au début de l'année et le second se compose de nouveaux morceaux enregistrés en studio. Sa sortie marque la première parution officielle d'un live des Byrds. C'est aussi le premier album du groupe avec Skip Battin, qui remplace le bassiste John York à la fin de 1969.
Le disque en studio se compose en majeure partie de nouvelles chansons, dont plusieurs proviennent d'un projet d'adaptation en comédie musicale de Peer Gynt écrit et composé par Roger McGuinn, chanteur et guitariste des Byrds, avec le producteur de théâtre Jacques Levy (en).
(Untitled), dont le titre est le fruit d'un quiproquo entre la maison de disque et les musiciens, est bien accueilli par la presse spécialisée à sa sortie et réalise de bonnes ventes, d'autant que son prix est celui d'un album simple. Il est généralement considéré comme le meilleur album de la période tardive des Byrds.

## Histoire

### Contexte

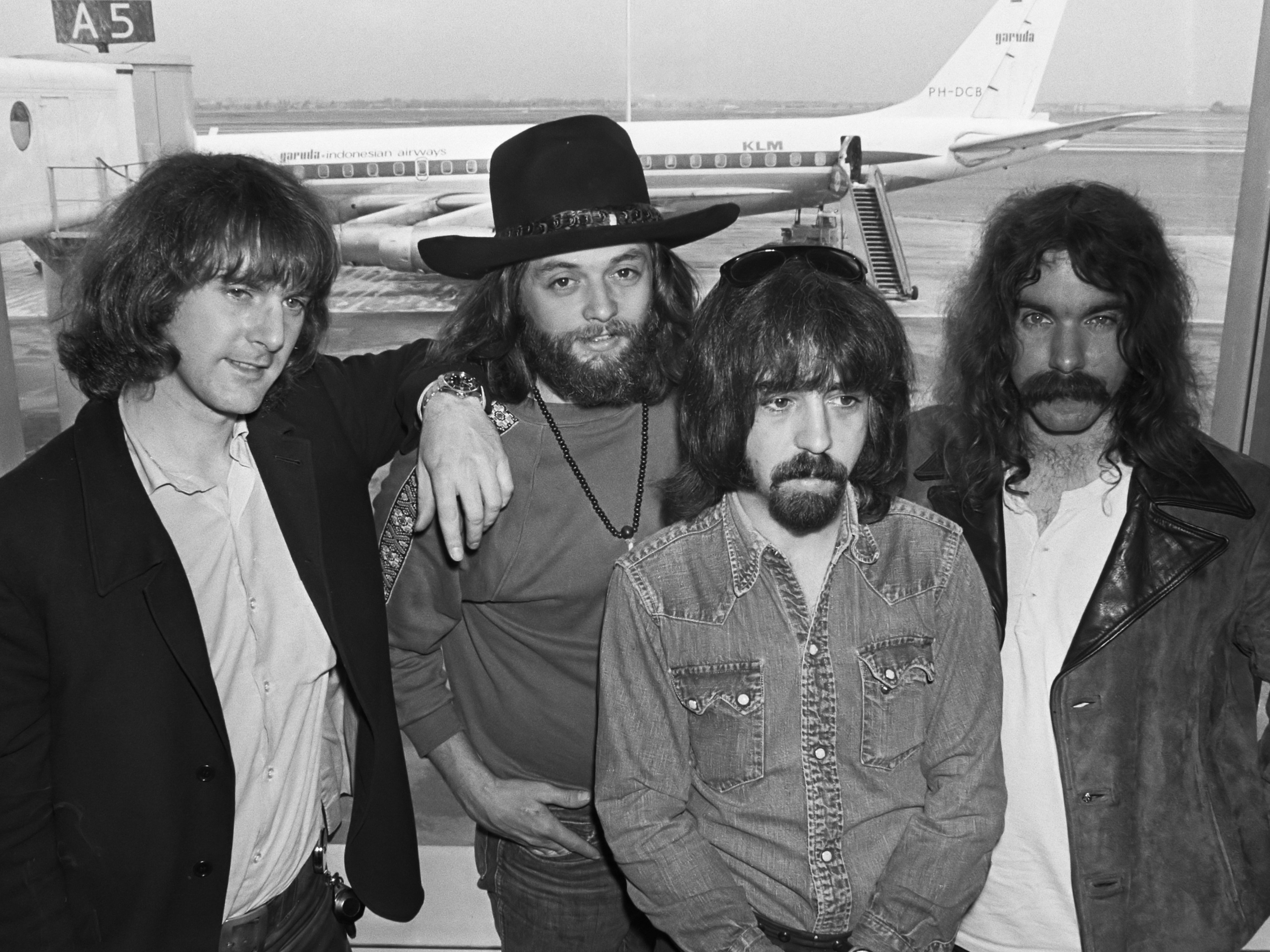
Les Byrds en 1970. De gauche à droite : Roger McGuinn, Skip Battin, Clarence White et Gene Parsons.

En septembre 1969, le bassiste John York est renvoyé des Byrds. Pour le remplacer, le batteur Gene Parsons et le guitariste Clarence White suggèrent au leader du groupe, le chanteur et guitariste Roger McGuinn, de faire appel à Skip Battin. Âgé de 35 ans, Battin est nettement plus vieux que les autres membres du groupe. Il a connu un certain succès avec Gary S. Paxton (en) au sein du duo de pop Skip & Flip (en), dont les singles It Was I et Cherry Pie se sont classés dans le Top 20 des ventes aux États-Unis entre 1959 et 1961. Après leur séparation, Battin s'installe à Los Angeles où il travaille comme musicien de studio. Il fait la connaissance de Gene Parsons durant cette période et reprend contact avec Clarence White, qu'il avait rencontré quelques années plus tôt. Son arrivée donne naissance à la version la plus stable des Byrds : le quatuor McGuinn-White-Parsons-Battin ne connaît plus de changement jusqu'au renvoi de Parsons, en juillet 1972,.
Roger McGuinn consacre la majeure partie de l'année 1969 à concevoir une adaptation en comédie musicale country rock de la pièce Peer Gynt du dramaturge norvégien Henrik Ibsen avec l'aide de Jacques Levy (en), un ancien psychologue devenu producteur à Broadway. Cette comédie musicale, intitulée Gene Tryp (anagramme de Peer Gynt), doit reprendre la trame générale de la pièce d'Ibsen en la transposant dans le Sud-Ouest des États-Unis au milieu du XIXe siècle. Elle doit servir de point de départ à un projet encore plus grandiose pour McGuinn, qui souhaite produire un film de science-fiction intitulé Ecology 70 avec les musiciens Gram Parsons (ex-membre des Byrds) et Michelle Phillips (des Mamas & the Papas) dans les rôles principaux. En fin de compte, ni le film, ni la comédie musicale ne voient jamais le jour et les chansons écrites par McGuinn avec Levy sont utilisées sur les albums des Byrds (Untitled) et Byrdmaniax.

### Enregistrement
Ayant donné de nombreux concerts tout au long de 1969 et au début de 1970, les Byrds estiment le moment venu de publier un album live, mais ils ont aussi accumulé suffisamment de nouvelles chansons pour vouloir produire un nouvel album studio,. Pour résoudre ce dilemme, le producteur Terry Melcher suggère au groupe de sortir un album double, avec un disque capté sur scène et un disque enregistré en studio, pour le même prix qu'un album simple,.
Deux concerts donnés à New York sont enregistrés pour fournir le matériau de base du disque live : celui donné au Colden Center Auditorium du Queens College le 28 février 1970 et celui donné le lendemain 1er mars au Felt Forum,. Des morceaux tirés des deux concerts sont assemblés pour donner l'impression d'une performance unique.
Les séances d'enregistrement du disque studio, produites par Terry Melcher, prennent place du 26 mai au 11 juin 1970 aux studios Columbia de Hollywood, en Californie,. C'est le quatrième album des Byrds que produit Melcher, après leurs deux 33 tours de 1965 (Mr. Tambourine Man et Turn! Turn! Turn!) et leur précédent disque, Ballad of Easy Rider, sorti fin 1969. Contrairement à ce dernier, qui comprenait beaucoup de reprises et de chansons traditionnelles, (Untitled) n'inclut quasiment que des morceaux écrits et composés par les quatre membres du groupe.

### Parution et accueil
(Untitled) est publié le 14 septembre 1970 aux États-Unis et le 13 novembre de la même année au Royaume-Uni par Columbia Records. Afin d'en écouler davantage d'exemplaires, il est vendu au prix d'un album simple. Il reste pendant vingt-et-une semaines dans le classement du magazine Billboard, avec un pic à la 40e place. Au Royaume-Uni, il se classe no 11 des ventes. L'unique single qui en est extrait, Chestnut Mare (en), sort le 23 octobre aux États-Unis, où il ne dépasse pas la 121e position du classement Bubbling Under Hot 100. En revanche, il réalise une belle performance au Royaume-Uni, où il est édité le 1er janvier 1971 et se classe no 19. C'est la première fois que les Byrds se classent dans le Top 20 britannique depuis 1965. La chanson reste populaire tout au long des années 1970 sur les stations de radio FM américaines.
Dans l'ensemble, la critique réserve un accueil très favorable à (Untitled) et l'album réalise de très bonnes ventes, avec 100 000 précommandes dans le monde entier,. Ce succès prolonge le renouveau entamé avec le précédent album des Byrds, Ballad of Easy Rider. Les fans du groupe considèrent (Untitled) comme un retour en force, une opinion partagée par une grande partie de la presse spécialisée. Dans le magazine Rock, Bud Scoppa le compare aux premiers albums des Byrds et le considère comme l'un des meilleurs disques de l'année 1970. Dans Fusion, Ben Edmonds y voit une véritable renaissance pour le groupe, qui préserve le lien avec son passé tout en continuant à évoluer musicalement. Bruce Harris écrit dans Jazz & Pop que (Untitled) est le meilleur album des Byrds depuis The Notorious Byrd Brothers. La presse britannique se montre tout aussi enthousiaste, avec des recensions élogieuses par Roy Carr dans NME et Richard Williams dans Melody Maker. La critique n'est pas pour autant unanime, Lester Bangs et Robert Christgau se montrant notamment beaucoup moins séduits que leurs confrères,.

### Postérité
Les critiques rétrospectives, à l'image de celle de Bruce Eder pour le site AllMusic, considèrent généralement (Untitled) comme le meilleur album de la période tardive des Byrds.
En 2000, une édition remasterisée est publiée sous le titre (Untitled)/(Unissued). Elle se compose de 2 CD, le premier reprenant l'intégralité de l'album double original et le deuxième présentant quatorze titres bonus, six enregistrés en studio et huit provenant des deux concerts new-yorkais de février-mars 1970.

## Caractéristiques artistiques

### Paroles et musique

#### Le disque en concert

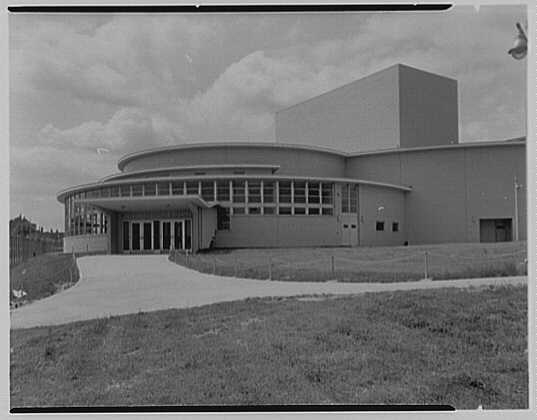
Le Colden Center Auditorium du Queens College où se produisent les Byrds le 28 février 1970.

Les chansons So You Want to Be a Rock 'n' Roll Star (en), Mr. Tambourine Man, Mr. Spaceman (en) et Eight Miles High proviennent du concert du 28 février au Queens College, tandis que Lover of the Bayou, Positively 4th Street et Nashville West proviennent du concert du 1er mars au Felt Forum. D'autres morceaux issus de ces deux concerts ont été publiés par la suite. En 1990, le coffret The Byrds (en) inclut Lover of the Bayou et deux inédits du concert du Queens College : Black Mountain Rag (Soldier's Joy) et une reprise de Willin' de Lowell George. Le coffret de 2006 There Is a Season (en) en inclut deux autres : You All Look Alike et Nashville West. En 2000, la réédition augmentée (Untitled)/(Unissued) propose six chansons tirées du concert au Felt Forum : You Ain't Goin' Nowhere, Old Blue, It's Alright, Ma (I'm Only Bleeding), Ballad of Easy Rider, My Back Pages et This Wheel's on Fire.
Le disque en concert s'ouvre avec Lover of the Bayou, une chanson inédite issue du projet abandonné Gene Tryp de Roger McGuinn et Jacques Levy. Ses paroles racontent les aventures du héros pendant la guerre de Sécession, durant laquelle il fait de la contrebande d'armes et d'alcool aussi bien pour les confédérés que pour l'Union. Elle est suivie d'une reprise de Positively 4th Street de Bob Dylan. Les Byrds sont réputés pour avoir fréquemment repris Dylan au cours de leur carrière, mais cette reprise est la dernière qu'ils publient jusqu'à leur séparation en 1973. Le reste de la première face se compose de morceaux déjà connus. Ce mélange de morceaux inédits et de singles à succès issus du passé du groupe permet de tisser un lien entre le quatuor McGuinn-White-Parsons-Battin et la formation originale des Byrds. Par la suite, McGuinn explique que c'est une idée du producteur Terry Melcher. De son côté, il aurait voulu que le disque studio vienne avant le disque live, ce que Melcher refuse catégoriquement.
La deuxième face du disque en concert est entièrement occupée par une version de Eight Miles High de seize minutes de long. La majeure partie du morceau est consacrée à un bœuf instrumental fondé sur un duel de guitare entre McGuinn et White et le jeu complexe de Battin à la basse et Parsons à la batterie. Au bout d'une douzaine de minutes, le groupe interprète le premier couplet de la chanson à proprement parler avant de conclure sur l'instrumental Hold It.

#### Le disque en studio
Premier morceau du disque studio et unique single extrait de l'album, Chestnut Mare (en) est une composition de Roger McGuinn et Jacques Levy issue du projet abandonné Gene Tryp. Dans le contexte de la comédie musicale, elle devait illustrer une scène où le protagoniste dompte un cheval sauvage. Deux autres morceaux issus de Gene Tryp sont inclus sur (Untitled) : All the Things, sur laquelle apparaît sans être crédité l'ex-Byrds Gram Parsons aux chœurs, et Just a Season. Écrite pour illustrer le tour du monde du héros de Gene Tryp, cette dernière chanson aborde une grande variété de thèmes dans ses paroles, de la réincarnation aux rencontres amoureuses en passant par la célébrité.
McGuinn est également crédité comme coauteur de Hungry Planet, un morceau aux accents écologiques composé par Battin avec Kim Fowley dont il restructure complètement la mélodie,. Il assure également le chant et ajoute une partie de synthétiseur Moog qui contribue à lui donner une atmosphère psychédélique. Battin et Fowley écrivent une deuxième chanson pour (Untitled), You All Look Alike, elle aussi interprétée par McGuinn, qui dépeint de manière sardonique le sort des hippies dans la société américaine,.
Le disque studio comprend encore une composition de Parsons et Battin, Yesterday's Train, méditation tranquille sur la réincarnation, une reprise de Truck Stop Girl de Lowell George et Bill Payne (en) chantée par Clarence White, et une version enjouée de la chanson traditionnelle Take a Whiff on Me (en). Il s'achève sur Well Come Back Home, un morceau engagé de Skip Battin sur la guerre du Viêt Nam,. D'une durée de sept minutes et quarante secondes, c'est la plus longue chanson enregistrée en studio par les Byrds. À la fin du morceau, Battin entonne le mantra bouddhiste Namu myōhō renge kyō. Comme les précédents albums des Byrds, (Untitled) s'achève ainsi sur une note inattendue.
Six chansons supplémentaires ont été enregistrées pendant les séances aux studios Columbia de Hollywood sans être retenues sur l'album. Parmi elles, la reprise de It's Alright, Ma (I'm Only Bleeding) est la seule à être encore inédite. Kathleen's Song, de McGuinn et Levy, apparaît sur le disque suivant des Byrds, Byrdmaniax ; la reprise de Just Like a Woman est incluse dans le coffret The Byrds de 1990 ; et la réédition (Untitled)/(Unissued) de 2000 inclut une autre chanson de Lowell George, Willin', couplée à l'hymne religieux Amazing Grace, ainsi que la version studio de Lover of the Bayou. Enfin, deux extraits d'un long bœuf improvisé pendant les séances ont vu le jour, sous les noms de White's Lightning (dans le coffret The Byrds) et White's Lightning Pt. 2 (sur (Untitled)/(Unissued)).

### Pochette et titre
La pochette de l'album est conçue par Eve Babitz à partir de photos prises par Nancy Chester. Elle montre les quatre membres du groupe sur les marches d'un escalier à l'observatoire Griffith de Los Angeles. La photo est retouchée en remplaçant l'arrière-plan original par un paysage désertique,. La pochette arrière est un reflet de la pochette avant, de sorte que la vue d'ensemble évoque les travaux de M. C. Escher. La pochette intérieure présente des portraits en noir et blanc des quatre Byrds avec des notes d'accompagnement rédigées par Jim Bickhart et Derek Taylor.
C'est par accident que l'album porte un titre qui signifie littéralement « sans titre ». D'après les notes de Jim Bickhart, les Byrds comptaient à l'origine lui donner un titre plus grandiose, comme Phoenix ou The Byrds' First Album, afin de symboliser la renaissance artistique du groupe. Un autre titre envisagé, McGuinn, White, Parsons and Battin, est écarté après que McGuinn ait émis des réserves à son sujet. Alors que les Byrds hésitent encore, Melcher se retrouve à écrire « (Untitled) » à la place du titre de l'album sur des papiers officiels. Columbia commence à presser les exemplaires du disque avec ce titre, parenthèses comprises, avant que le groupe ou son entourage ne se soit rendu compte de ce quiproquo.

## Fiche technique

### Titres

#### Disque 1 (en concert)
| 1. | Lover of the Bayou                          | Roger McGuinn, Jacques Levy (en) | 3:39 |
| 2. | Positively 4th Street                       | Bob Dylan                        | 3:03 |
| 3. | Nashville West                              | Gene Parsons, Clarence White     | 2:07 |
| 4. | So You Want to Be a Rock 'n' Roll Star (en) | Roger McGuinn, Chris Hillman     | 2:38 |
| 5. | Mr. Tambourine Man                          | Bob Dylan                        | 2:14 |
| 6. | Mr. Spaceman (en)                           | Roger McGuinn                    | 3:07 |

| 7. | Eight Miles High | Gene Clark, Roger McGuinn, David Crosby | 16:03 |

#### Disque 2 (en studio)
| 1. | Chestnut Mare (en) | Roger McGuinn, Jacques Levy            | 5:08 |
| 2. | Truck Stop Girl    | Lowell George, Bill Payne (en)         | 3:20 |
| 3. | All the Things     | Roger McGuinn, Jacques Levy            | 3:03 |
| 4. | Yesterday's Train  | Gene Parsons, Skip Battin              | 2:38 |
| 5. | Hungry Planet      | Skip Battin, Kim Fowley, Roger McGuinn | 4:50 |

| 6. | Just a Season           | Roger McGuinn, Jacques Levy              | 3:50 |
| 7. | Take a Whiff on Me (en) | Huddie Ledbetter, John Lomax, Alan Lomax | 3:24 |
| 8. | You All Look Alike      | Skip Battin, Kim Fowley                  | 3:03 |
| 9. | Welcome Back Home       | Skip Battin                              | 7:40 |

#### Disque bonus (réédition de 2000)
| 1.  | All the Things (autre prise)                                                            | Roger McGuinn, Jacques Levy              | 4:56 |
| 2.  | Yesterday's Train (autre prise)                                                         | Gene Parsons, Skip Battin                | 4:10 |
| 3.  | Lover of the Bayou (version en studio)                                                  | Roger McGuinn, Jacques Levy              | 5:13 |
| 4.  | Kathleen's Song (autre prise)                                                           | Roger McGuinn, Jacques Levy              | 2:34 |
| 5.  | White's Lightning Pt. 2                                                                 | Roger McGuinn, Clarence White            | 2:21 |
| 6.  | Willin' (version en studio)                                                             | Lowell George                            | 3:28 |
| 7.  | You Ain't Goin' Nowhere (en) (en concert)                                               | Bob Dylan                                | 2:56 |
| 8.  | Old Blue (en concert)                                                                   | traditionnel, arrangé par Roger McGuinn  | 3:30 |
| 9.  | It's Alright, Ma (I'm Only Bleeding) (en concert)                                       | Bob Dylan                                | 2:49 |
| 10. | Ballad of Easy Rider (en) (en concert)                                                  | Roger McGuinn                            | 2:22 |
| 11. | My Back Pages (en concert)                                                              | Bob Dylan                                | 2:41 |
| 12. | Take a Whiff on Me (en concert)                                                         | Huddie Ledbetter, John Lomax, Alan Lomax | 2:45 |
| 13. | Jesus Is Just Alright (en) (en concert)                                                 | Arthur Reynolds                          | 3:09 |
| 14. | This Wheel's on Fire (en concert, inclut en morceau caché une reprise de Amazing Grace) | Bob Dylan, Rick Danko                    | 6:16 |

### Musiciens

#### The Byrds
- Roger McGuinn : guitare, Moog, chant
- Clarence White : guitare, mandoline, chant
- Skip Battin : basse, chant
- Gene Parsons : batterie, guitare, harmonica, chant

#### Musiciens supplémentaires
- Gram Parsons : chœurs sur All the Things
- Terry Melcher : piano sur All the Things et Truck Stop Girl
- Byron Berline : violon sur You All Look Alike
- Sneaky Pete Kleinow (en) : pedal steel guitar sur Yesterday's Train

### Équipe de production
- Terry Melcher : production
- Jim Dickson : production
- Chris Hinshaw : ingénieur du son
- Eve Babitz : conception de la pochette
- Nancy Chester : photographie
- Jim Bickhart, Derek Taylor : notes d'accompagnement

### Classements et certifications
| Classement                    | Meilleure position |
| ----------------------------- | ------------------ |
| États-Unis (Billboard 200)    | 40                 |
| Royaume-Uni (UK Albums Chart) | 11                 |